# José Salarrullana de Dios
José Salarrullana de Dios (Fraga, 4 de enero de 1867 - Zaragoza, octubre de 1955) fue un arqueólogo e historiador español.

## Biografía
Doctor en Historia Universal el 23 de mayo de 1903, el 12 de junio de 1905 fue nombrado catedrático de Historia de España. Fue nombrado alcalde de Zaragoza el 1 de enero de 1915, ejerció este puesto menos de un año, hasta el 8 de noviembre.
Decano desde 1929 de la Universidad de Zaragoza, entre 1932 y 1939 fue rector. Durante su mandato se creó la especialidad de Filología Clásica y varias de Historia, siendo nombrado Archivero, e Hijo Predilecto de la Universidad.
Sus trabajos más importantes en el área histórica son Estudios históricos acerca de la Ciudad de Fraga y Colección de documentos para el estudio de la historia de Aragón. Tomo III. Documentos correspondientes al reinado de Sancio Ramires. Zaragoza 1907.
Se destacó en el campo de la arqueología, donde llevó a cabo varias excavaciones en la zona de Fraga, con descubrimientos de inscripciones íberas y romanas. Entre ellos destaca el de la Mezquita de Santa Margarita de Fraga.
Recibió la Encomienda de la Orden del Mérito Agrícola el 1 de abril de 1955.
Una calle de Fraga y otra de Zaragoza llevan su nombre; esta última como resultado de la Ley de Memoria Histórica de España en sustitución de la antigua «Mártires de Simancas».